# Тартуський мирний договір між РСФРР та Фінляндією
Тарту́ський ми́рний до́говір між РСФРР та Фінля́ндією (рос. Тартуский мирный договор, фін. Tarton rauha, швед. Fredsfördraget i Dorpat) — угода, підписана між РСФРР і Фінляндією в місті Тарту (Естонія) 14 жовтня 1920 року після завершення так званої громадянської війни у Фінляндії та першої радянсько-фінської війни 1918—1920 років на північному заході колишньої Російської імперії.

## Історія
18 травня 1920 року частини Червоної Армії без бою увійшли до Ухти. Уряд Північнокарельської держави, який отримував фінансову та військову допомогу від фінського уряду[джерело?], евакуювався до села Вокнаволок, за 30 км від радянсько-фінського кордону, звідки перебрався до Фінляндії.
8 червня 1920 року в Петрозаводську було створено автономне обласне об'єднання Карельська трудова комуна. До її складу було включено населені карелами місцевості Олонецької та Архангельської губерній: місто Петрозаводськ, карельські волості Олонецького, Петрозаводського та Повенецького повітів.
У червні 1920 року Юго Паасіківі очолив делегацію Фінляндії на мирних перемовинах з Радянською Росією, чиє політичне становище помітно зміцнилось. Паасіківі прекрасно знав російську і був знавцем Росії. Вирушаючи на перемовини, фіни були далекими від єдності й не могли подолати розбіжності. Міністр закордонних справ Холсті бажав провести новий кордон уздовж Ладоги через Онезьке озеро до Білого моря, приєднавши, таким чином, всю Східну Карелію до Фінляндії. На думку ж Паасіківі, слід було приєднати лише ті території, населення яких саме цього побажає.
Радянський уряд сподівався отримати частину Карельського перешийку та острови Фінської затоки.
В липні 1920 року червоноармійці змогли вибити фінських солдат з більшої частини Східної Карелії. Фінські війська залишались тільки у Ребольській та Поросозерській волостях.[джерело?]
Декретом ВЦВК й РНК РСФРР від 4 серпня 1920 року з Олонецької губернії до складу комуни перейшли місто Олонець і кілька волостей Олонецького повіту.

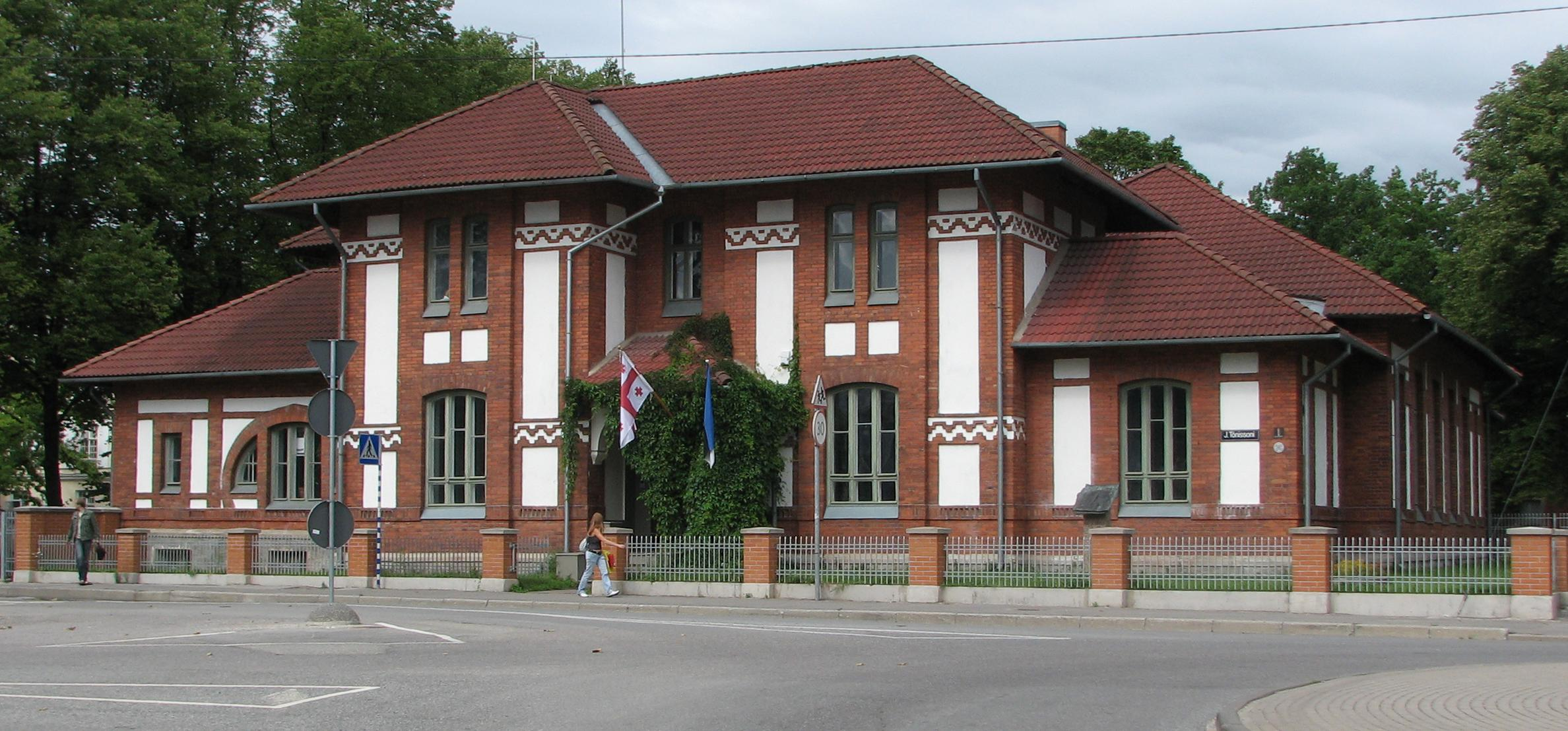
Будівля Товариства естонських студентів

14 жовтня 1920 року, після чотиримісячних перемовин, угоду все ж було підписано.
Місце підписання: місто Тарту (до 1920 року — Юріїв), вул. Вільявді, Лицарський Дім (сучасна адреса: вул. Тиніссоні 1 / ест. J. Tõnissoni 1)
Текст угоди було складено російською, фінською та шведською мовами, кожною — у 2 примірниках. Угода містить 39 глав. Всі тексти є рівнозначними, рівноправними. Окрім того, під час обміну ратифікаційними грамотами 31 грудня 1920 року було підписано текст угоди французькою, також у 2 примірниках, рівнозначних, рівноправних для тлумачення. Таким чином, кожна сторона отримала текст угоди чотирма мовами — єдиний випадок у світовій дипломатичній історії під час підписання угоди двома країнами.
Парламент Фінляндії ухвалив угоду 1 грудня 1920 року. У грудні того ж року Фінляндія стала членом Ліги Націй, яку Радянська Росія розглядала як родинний клуб країн-переможниць.
Угодою було визначено новий фінсько-радянський кордон та позначено земельні поступки на користь Фінляндії. Керівник фінської делегації, Юхо Кусті Паасіківі, визнав у подальшому, що отриманий в результаті договору кордон був для Фінляндії надто гарним, щоб залишатись постійним.
Встановлений договором кордон зберігався до 1940 року, коли за підсумками радянсько-фінської війни 1939−1940 років між СРСР і Фінляндією було підписано Московську мирну угоду, закріпивши низку земельних поступок на користь СРСР.

## Наслідки

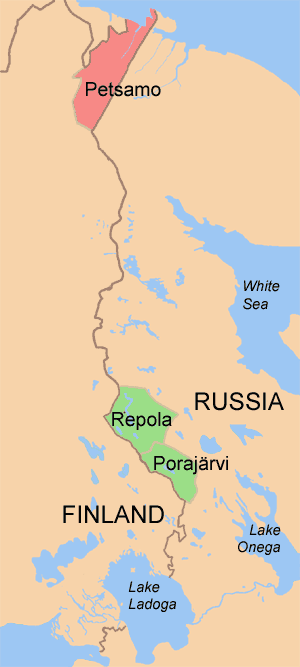
За угодою порт Петсамо, що не замерзає (Печенга, виділено червоним кольором) відійшов до Фінляндії, а остання відмовилась від територіальних претензій на території в Карелії (виділено зеленим кольором)

### Територіальні наслідки
- До Фінляндії у Заполяр'ї відійшла вся Печензька волость (Петсамо), також західна частина півострова Рибачий, від губи Вайда до затоки Мотовського, й більша частина півострова Середній, по лінії, що проходить через середину його обох перешийків.
- Всі острови на захід від обмежувальної лінії в Баренцевому море також відходили до Фінляндії: острови Кій (Великий та Малий) та Айновські острови[6].
- Окуповані фінськими військами волості у Східній Карелії, Ребольська й Поросозерська, повертались Карельській трудовій комуні (пізніше Карельська АРСР).
- Морський кордон у Фінській затоці встановлювався від гирла річки Сестри до Стірсуддена, потім повертав до острова Сейскарі (Лісовий) та острова Лавенсаарі (Потужний), та обійшовши їх з півдня, йшов до гирла річки Нарови — тим самим РСФРР була відрізана від виходу у міжнародні води.

### Стратегічні
- Фінляндія нейтралізовувала у військовому сенсі острови Фінської затоки, що їй належали.
- Фінляндія втратила право утримувати у Північному Льодовитому океані авіацію та підводний флот, а розмір надводного флоту було жорстко лімітовано.
- Фінляндія зобов'язалась упродовж одного року зруйнувати форти Іно й Пумола на Карельському перешийку.
- Фінляндія не мала права будувати артспоруди, сектор обстрілу яких виходив би за межі фінських територіальних вод.
- Обидві сторони могли мати на Ладозькому озері та річках і каналах, що впадають до нього, військові судна водотоннажністю не більше 100 тонн, і з артилерією, що не перевищує калібр 47 мм.
- РРФСР мала право проводити південною частиною Ладозького озера та обвідним каналом військові судна до своїх внутрішніх вод.
- Фінським торговим суднам з мирним вантажем надавалось право вільного проходу річкою Невою до Ладозького озера з Фінської затоки й у зворотному напрямку.

### Політичні наслідки
Тартуський договір для Фінляндії скасовував дію Фрідріхсгамського мирного договору 1809 року між Росією та Швецією, за яким Фінляндія увійшла до складу Російської імперії.